# Neil Druckmann
{{Személy infobox
|típus=Író
|név=Neil Druckmann
|kép=Neil Druckmann SDCC 2015.jpg
|képméret =
|képaláírás =2015-ben
|születési dátum=1978. december 5. (46 éves)
|születési hely=
|halál dátuma=
|halál helye=
|halál oka=
|születési név=
|művésznév = 
|álnév = 
|becenév=
|nemzetiség=amerikai
|házastárs = 
|gyermekei = 
|szülei = 
|szakma = Videójáték-rendező és író
|iskolái= Florida State University, Carnegie Mellon University
|alsablon={{Személy infobox/Író
```
  |típus = Író
```

```
  |fő mű = 
[[The Last of Us (videójáték){The Last of Us]]
, 
Uncharted
 sorozat, 
Jak and Daxter
 sorozat
  |kiadó = 
Sony Computer Entertainment

  }}
```

}}
Neil Druckmann (Izrael, 1978. december 5. –) amerikai kreatív igazgató és író a Naughty Dog videójáték-fejlesztő cégnél.

## Pályafutása
Druckmann 2004-ben kezdte meg pályafutását a videójáték-iparban, amikor gyakornokként felvették a Naughty Dog fejlesztőstúdióhoz. Később a Jak 3 platformeren és a Jak X: Combat Racing versenyjátékon programozóként működött közre. A 2007-ben megjelent Uncharted: Drake’s Fortune akció-kalandjáték tervezői csapatához tartozott, majd annak folytatásánál, a 2009-es Uncharted 2: Among Thievesnél már a vezető tervező szerepét bízták rá. A második Uncharted játék megjelenése után Druckmann Bruce Straley-vel a 2013-ban megjelent The Last of Us kreatív igazgatója és írója, illetve játékrenedezője lettek.

## Munkái
| Év    | Cím                             | Szerepkör                 | Platform                                       | Megjegyzés                                                     |
| ----- | ------------------------------- | ------------------------- | ---------------------------------------------- | -------------------------------------------------------------- |
| 2004. | Jak 3                           | programozó                | PlayStation 2, PlayStation 3, PlayStation Vita |                                                                |
| 2005. | Jak X                           | programozó                | PlayStation 2                                  |                                                                |
| 2007. | Uncharted: Drake’s Fortune      | játéktervező              | PlayStation 3, PlayStation 4                   | Philippe Morinnal, Benson Russell-lel és Jaszuhara Hirokazuval |
| 2009. | Uncharted 2: Among Thieves      | vezető játéktervező       | PlayStation 3, PlayStation 4                   | Richard Lemarchanddal                                          |
| 2013. | The Last of Us: American Dreams | társíró                   | —                                              | képregény, Faith Erin Hicksszel                                |
| 2013. | The Last of Us                  | kreatív igazgató, író     | PlayStation 3, PlayStation 4                   |                                                                |
| 2020. | The Last of Us Part II          | kreatív igazgató, társíró | PlayStation 4                                  |                                                                |